# ジャカルタ大聖堂
ジャカルタ大聖堂（インドネシア語: Gereja Katedral Jakarta）は、インドネシアの首都ジャカルタにあるカトリックの大聖堂。

## 歴史
オランダの宗教改革以降、オランダ領東インド政府はカトリック教会の布教活動を一部の例外（ティモール島、フローレス島）を除いて禁止する政策をとっていた。しかし、1803年に始まったナポレオン戦争の結果オランダ本国がフランス帝国の支配下に置かれたためカトリック教会の設立が解禁された。
1829年にバタヴィア（ジャカルタ）初のカトリック教会が建設された。1890年、この教会は地震で倒壊してしまったため、直ちに建て替えが計画された。1901年、現大聖堂が完成した。

## 建築
ジャカルタ大聖堂は3つの錬鉄尖塔を持つゴシック・リヴァイヴァル建築である。石造りに見えるが躯体はレンガ積、モルタル仕上げである。屋根はチーク材で組まれている。これは地震に対する備えから屋根を軽量化する必要があったためで、ゴシック建築では異例である。ファサードは西向きで大きなバラ窓があり入口の2つのドアの間に聖母マリア像が置かれている。内部はラテン十字の平面構成をとり、クロッシングの直上に小振りな尖塔がある。

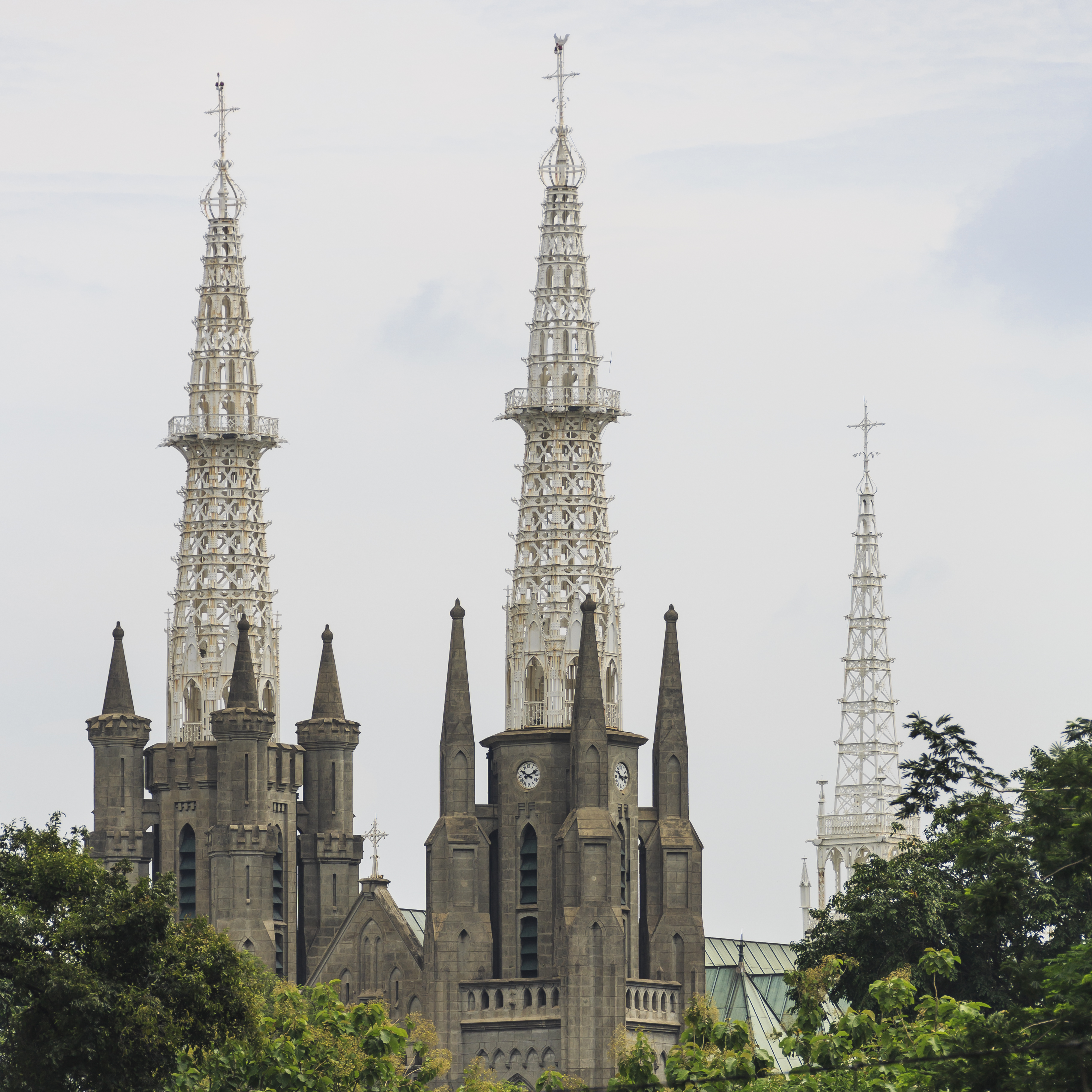
尖塔
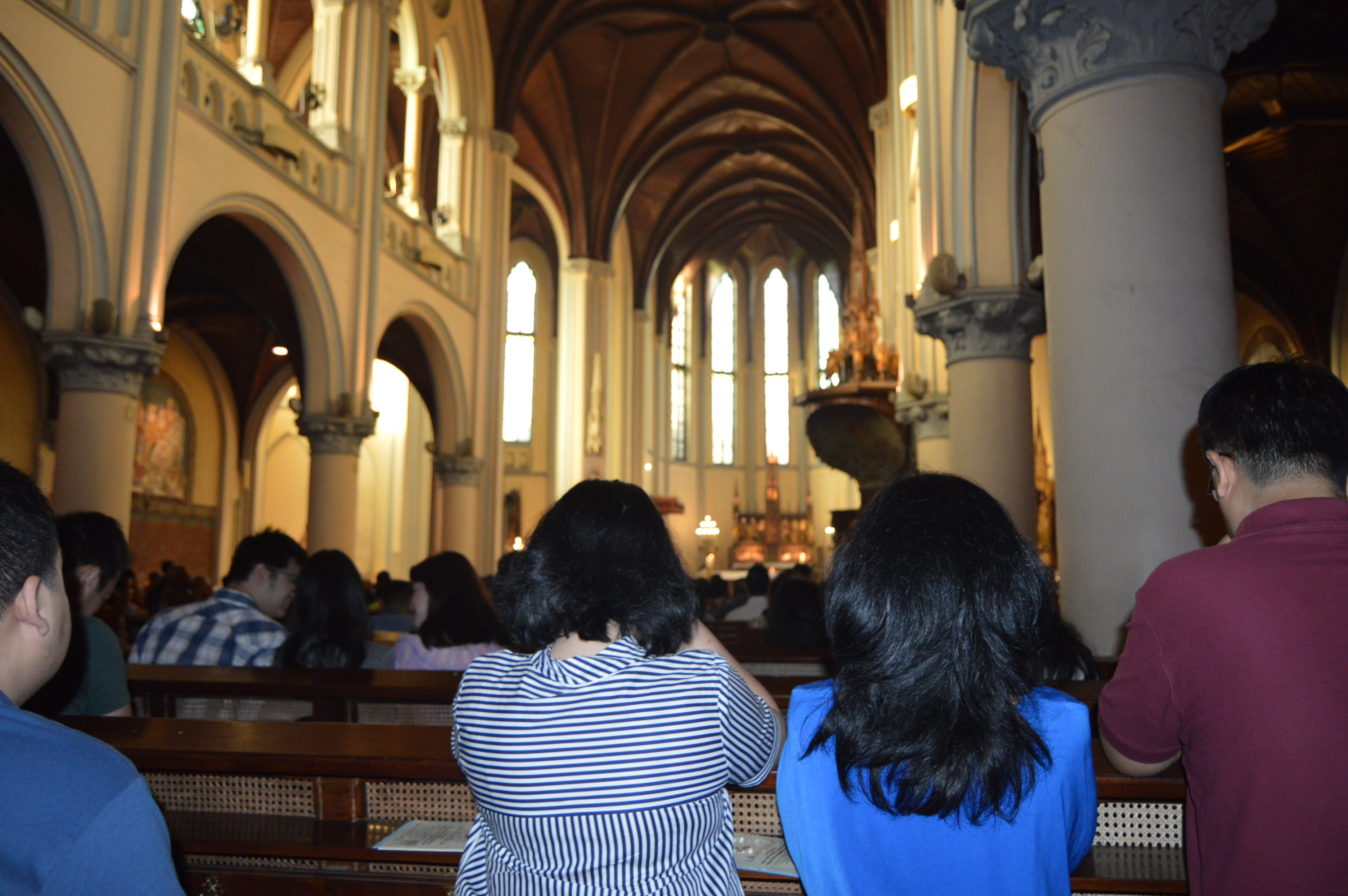
ミサ
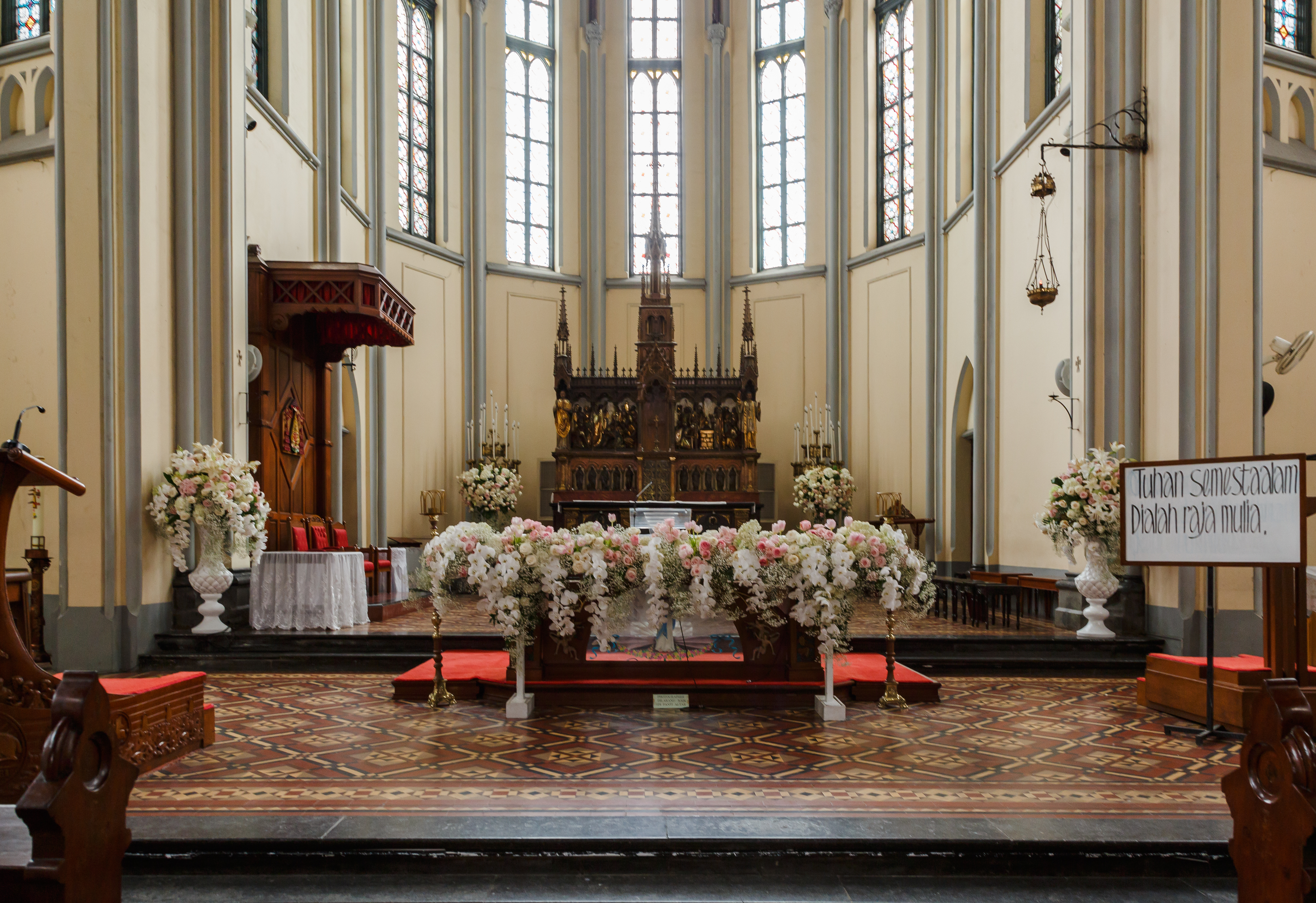
祭壇
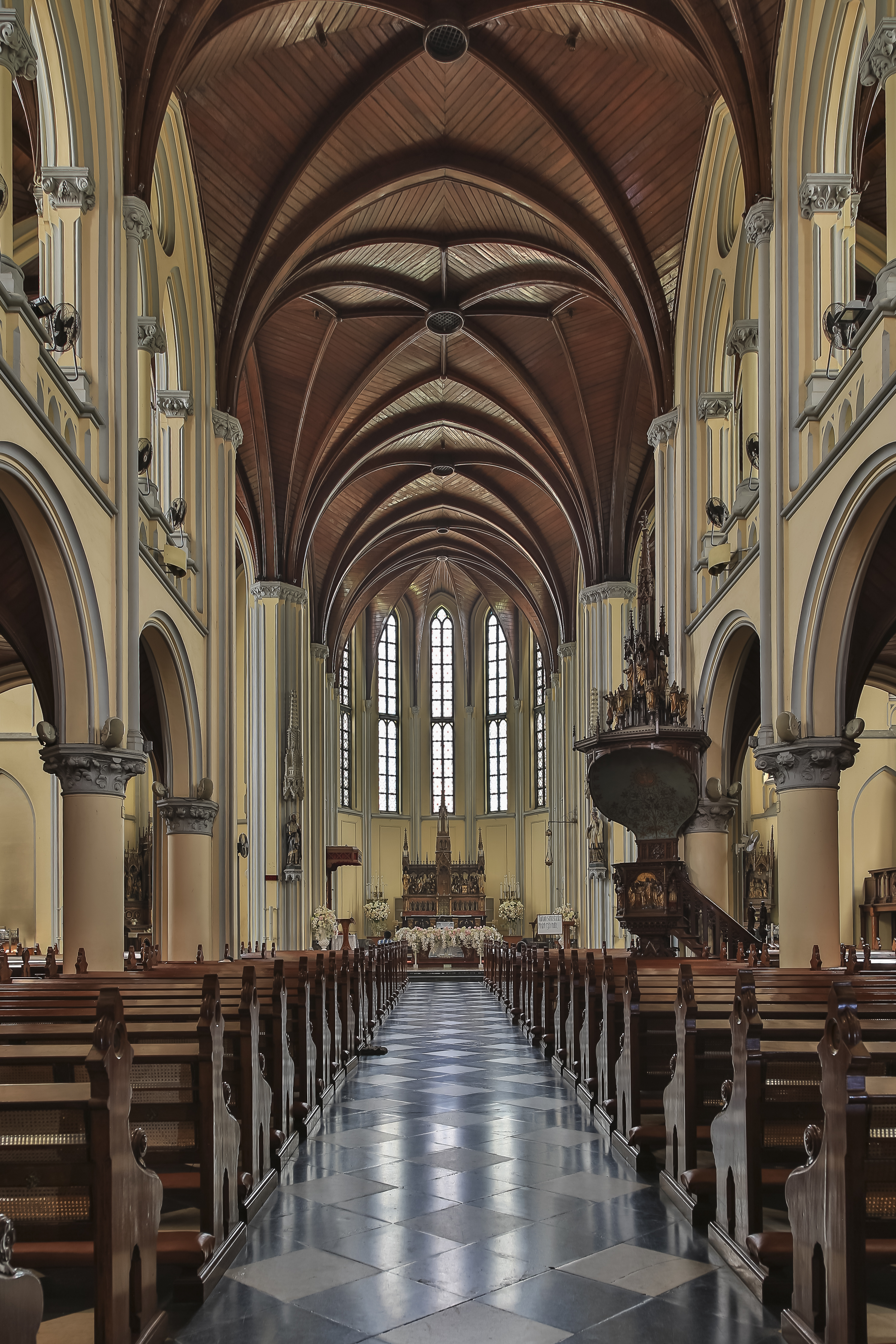
身廊
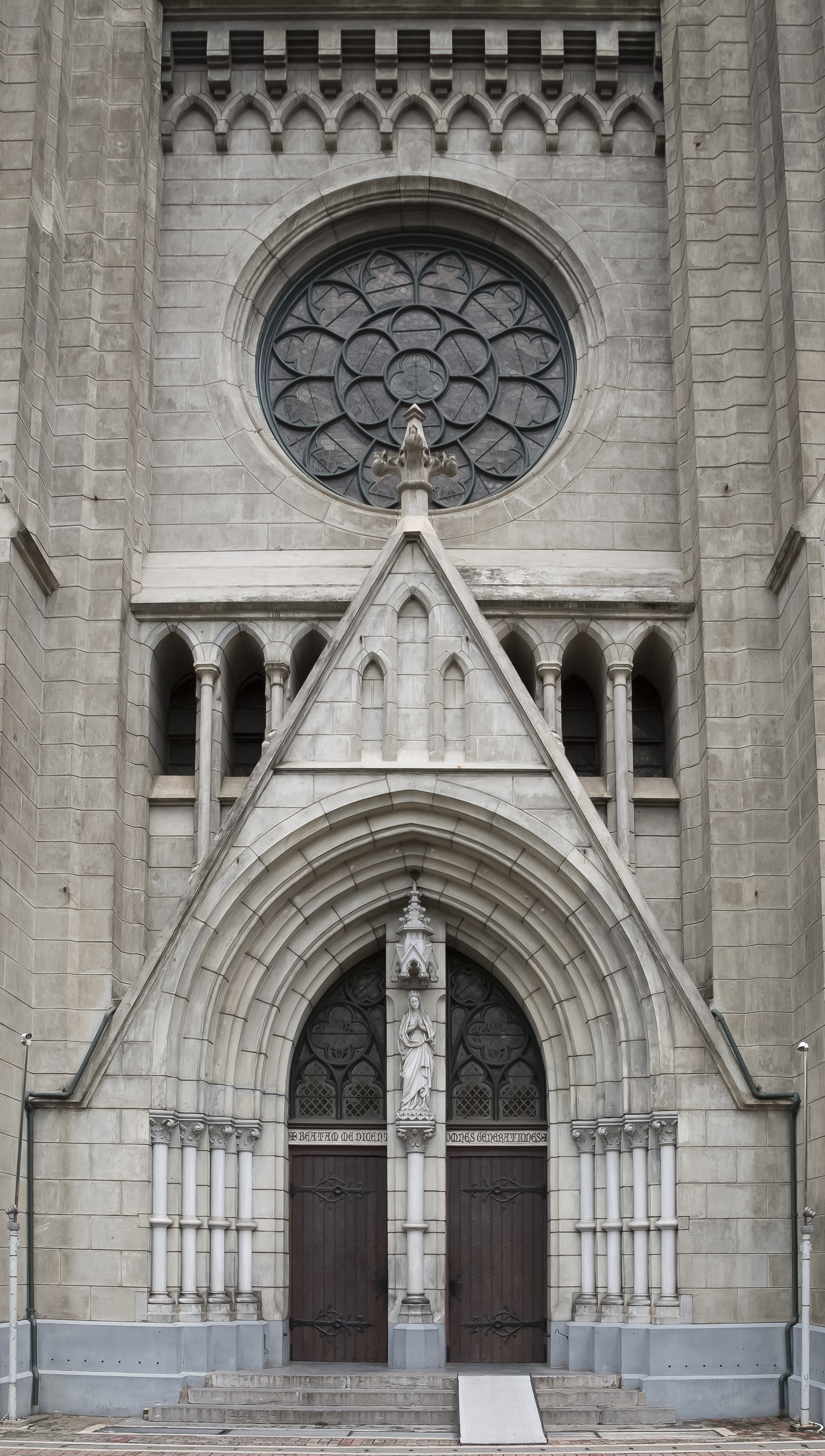
ファサード